# Taxonomie de l'espèce Banksia integrifolia

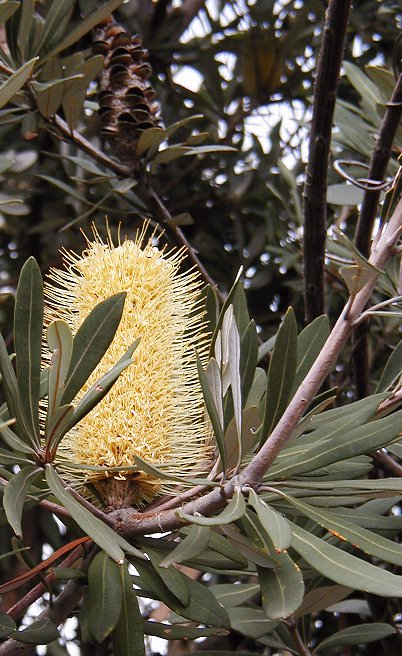
Inflorescence et feuilles de Banksia integrifolia subsp. integrifolia

La  taxonomie de Banksia integrifolia a une histoire longue et complexe, résultant d'une confusion provoquée par la grande variabilité de l'espèce, sa ressemblance avec des espèces voisines, l'existence d'hybrides entre Banksia integrifolia et des espèces apparentées et des premières tentatives de classification des espèces fondées seulement sur des spécimens de plantes desséchées. Elle est maintenant largement stabilisée, l'espèce étant rangée dans Banksia ser. Salicinae (dans le sous-genre Banksia et la section Banksia) et subdivisée en trois sous-espèces :  Banksia integrifolia subsp. integrifolia, Banksia integrifolia subsp. compar et Banksia integrifolia subsp. monticola. Les seuls points de débat qui subsistent concernent les relations entre Banksia integrifolia et plusieurs espèces proches parentes de la série des Salicinae.

## Généralités
Communément désigné en anglais, Coast Banksia, le « banksia côtier », Banksia integrifolia est l'une des mieux connues et des plus répandues parmi les espèces de Banksia. Largement répandue tout le long de la côte orientale de l'Australie depuis l'État du Victoria jusqu'au Queensland central, elle est morphologiquement très variable, mais se rencontre le plus souvent comme un arbre pouvant atteindre 25 mètres de haut. Rustique et adaptable, c'est une plante de jardin populaire en Australie.

## Découverte

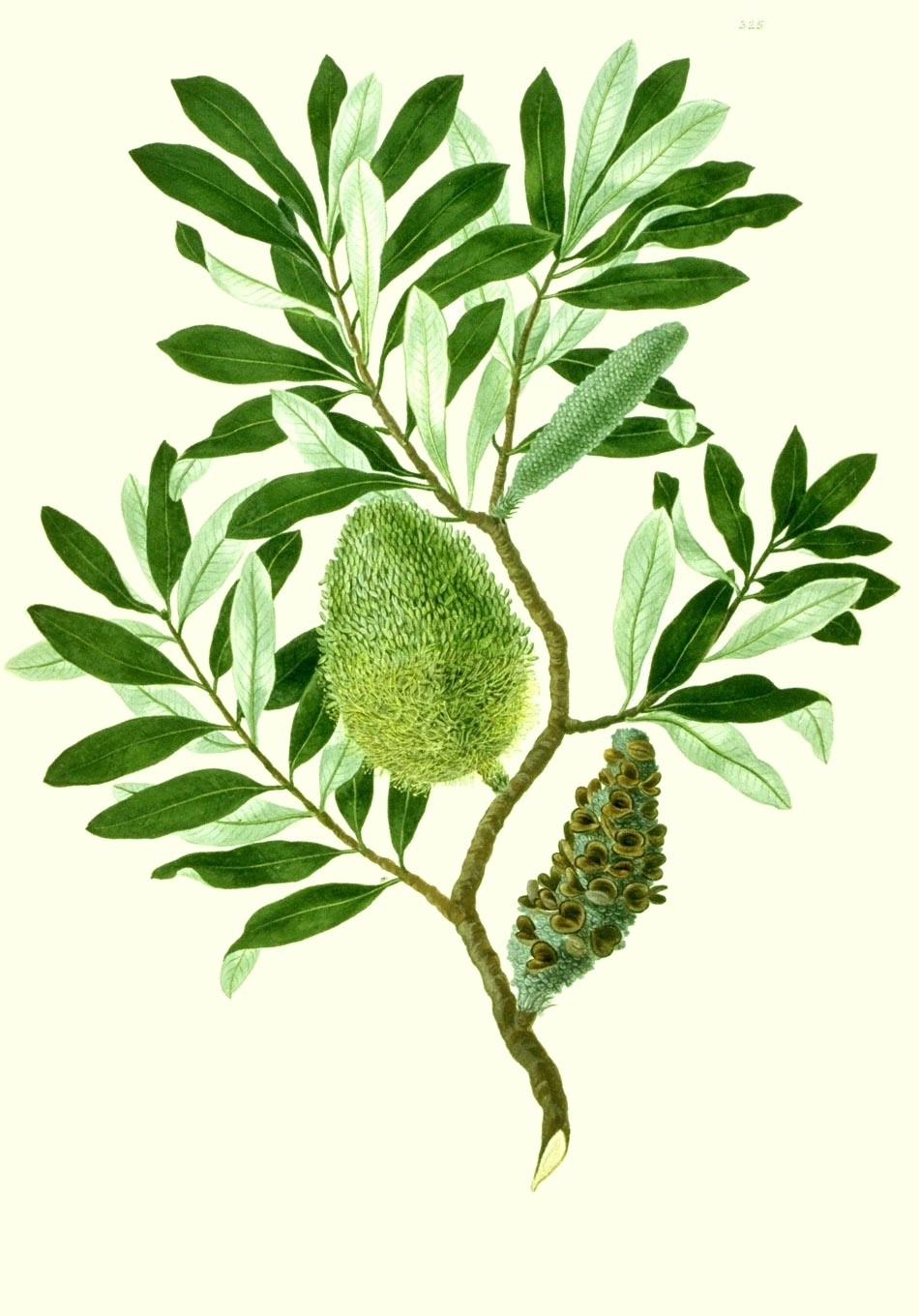
B integrifolia extrait du Florilège de Banks.

La première collecte botanique de Banksia integrifolia fut réalisée par Sir Joseph Banks et Daniel Solander, naturalistes à bord de l' Endeavour lors du premier voyage de James Cook dans l'océan Pacifique. Cook débarqua sur le sol australien pour la première fois le 29 avril 1770, dans une baie qu'il nomma ultérieurement Botany Bay, la baie botanique, en raison de « la grande quantité de plantes que Banks et Solander trouvèrent en ce lieu ».
Au cours des sept semaines qui suivirent, Banks et Solander récoltèrent des milliers de spécimens de plantes, parmi lesquels les premiers échantillons d'un nouveau genre qui sera baptisé plus tard Banksia en l'honneur de Banks.
Chaque spécimen récolté pendant le voyage de l'Endeavour fut dessiné par Sydney Parkinson, illustrateur botanique de Banks. Au retour de l' Endeavour en Angleterre en juillet 1771, les spécimens de Banks furent intégrés dans son herbier de Londres et des artistes furent employés pour reproduire à l'aquarelle  les esquisses de Parkinson. Banks projetait de publier toute sa collection sous le titre de « Banks' Florilegium », mais pour diverses raisons le projet ne fut jamais achevé et il fallut attendre dix ans avant que la première des espèces de Banksia soit officiellement publiée.

## Histoire taxonomique

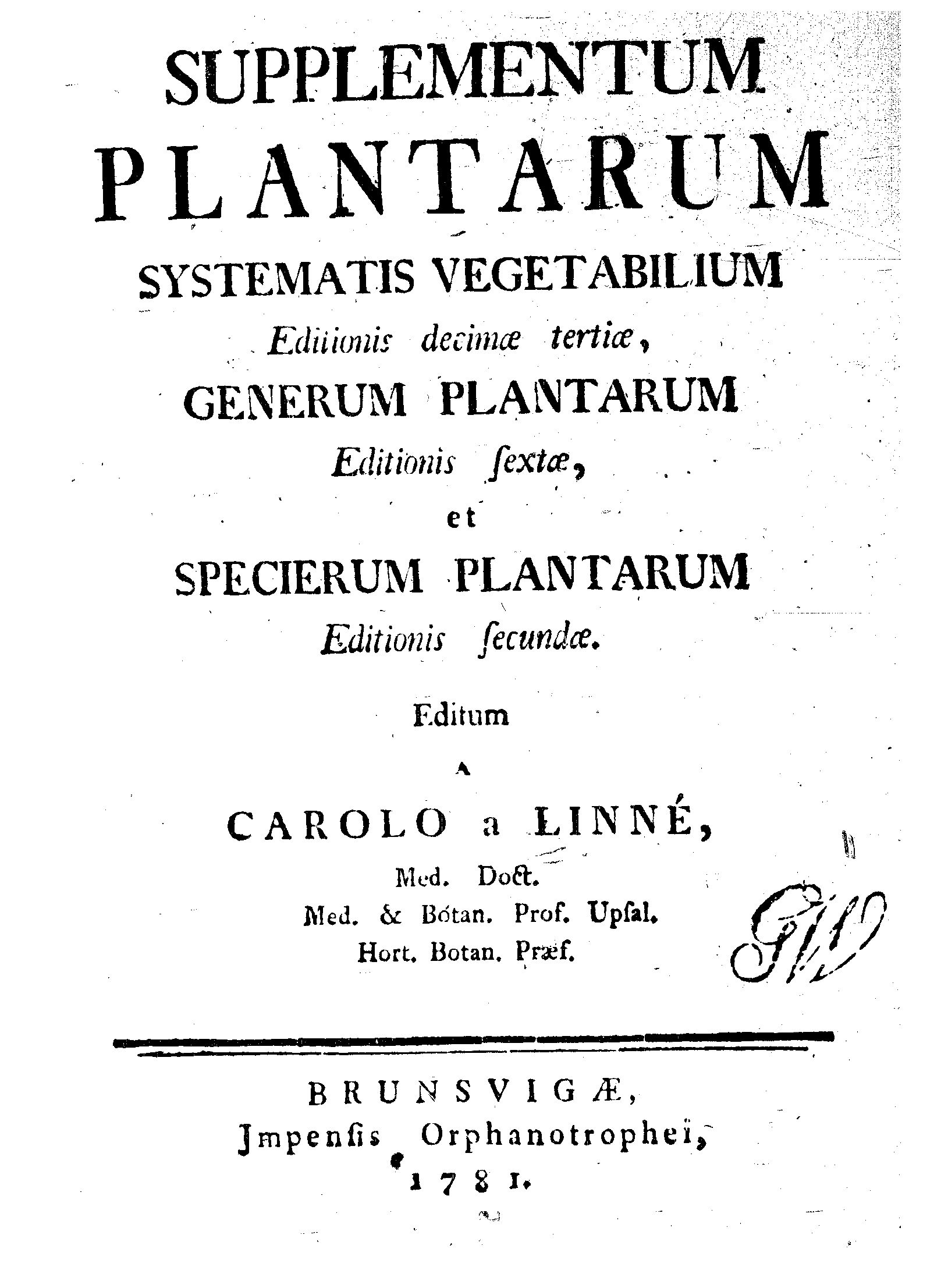
Banksia integrifolia fut décrite en premier par Carl von Linné le Jeune dans son ouvrage Supplementum Plantarum publié en avril 1782

Le genre Banksia fut finalement décrit par Carl von Linné le Jeune dans son ouvrage Supplementum Plantarum publié en avril 1782. 
Linné le Jeune distinguait les espèces par la forme de leurs feuilles et les nomma en fonction de ce critère. Ainsi l'espèce dont les feuilles ont le bord du limbe entier reçut l'adjectif spécifique integrifolia, formé sur les termes latins integer, qui signifie « entier », et folium signifiant « feuille »
.
Le nom complet de l'espèce est par conséquent Banksia integrifolia L.F.
Suivirent deux siècles d'incertitudes sur les limites taxonomiques de Banksia integrifolia. Le premier signe de confusion apparut en 1788, quand Joseph Gaertner publia l'espèce Banksia spicata.
Gaertner ne spécifia pas la matériel type utilisé pour ce taxon, mais des échantillons contemporains étiquetés comme tels appartiennent clairement au taxon connu comme Banksia integrifolia subsp. integrifolia.
En 1810, Robert Brown fit de ce nom un synonyme de Banksia integrifolia
ce qu'il resta jusqu'à ce qu'en 1981 Alexander Segger George le redéfinisse comme synonyme de Banksia integrifolia var. integrifolia.
En 1800, Antonio José Cavanilles publia plusieurs nouvelles espèces de Banksia, d'après des spécimens récoltés à Port Jackson (Nouvelle-Galles-du-Sud) en 1797 par Luis Née, botaniste de l'expédition d'Alejandro Malaspina. Parmi celles-ci figuraient Banksia oblongifolia, Banksia oleifolia et Banksia glauca. Ces deux dernières furent déclarées synonymes de Banksia integrifolia par Robert Brown en 1810 et redéfinies comme synonymes de Banksia integrifolia subsp. integrifolia par George en 1999. 
La première fut assimilée à Banksia integrifolia var. oblongifolia par Karel Domin en 1930, mais celal fut infirmé par George en 1981 et Banksia oblongifolia demeure un binôme spécifique encore en vigueur.
En 1810, Robert Brown décrivit 31 espèces connues de Banksia dans son Prodromus Florae Novae Hollandiae et Insularae Van-Diemen. Il divisa le genre en deux sous-genres, plaçant Banksia integrifolia dans le sous-genre Banksia verae, les « vrais »  Banksias. Parmi les nouvelles espèces décrites par Brown figurait Banksia compar, qui est maintenant considérée comme une sous-espèce de Banksia integrifolia et de Banksia paludosa, espèce très proche de Banksia integrifolia qui fut un temps considérée comme une variété de cette dernière.
Ensuite Carl Meissner publia en 1856 sa classification des Proteaceae, dans laquelle étaient décrites 58 espèces de Banksia. Meissner subdivisa les Banksia verae de Brown, qui avaient été renommées Eubanksia par Stephan Endlicher en 1847, en quatre séries fondées sur les caractéristiques des feuilles. Il plaça Banksia integrifolia dans la série des Salicinae et ensuite subdivisa l'espèce en trois variétés: Banksia integrifolia var. minor pour les spécimens aux feuilles petites et entières, Banksia integrifolia var. major pour ceux aux feuilles plus grandes et peu dentées et Banksia integrifola var dentata pour ceux aux feiuilles très grandes et dentées.
Cependant la deuxième de ces variétés se fondait sur un spécimen de Banksia integrifolia aux feuilles juvéniles et la dernière était en fait Banksia robur. Elles furent toutes les trois infirmées par George en 1981.
En 1870, George Bentham publia une révision complète des Banksia dans son ouvrage remarquable, Flora Australiensis. Les quatre séries de Meissner furent remplacées par quatre sections basées sur les caractéristiques des feuilles, du style et du présentateur de pollen. Banksia integrifolia fut classée dans la  section Eubanksia au côté de Banksia marginata et Banksia dentata. Le nombre d'espèces de Banksia reconnues fut ramené de 58 à 46, avec Banksia compar déclarée synonyme de Banksia integrifolia et Banksia paludosa reléguée au rang de variété de Banksia integrifolia. 
Le premier taxon est maintenant considéré comme une sous-espèce de Banksia integrifolia, mais Banksia paludosa a depuis été reclassée au rang d'espèce et demeure un binôme spécifique en vigueur.
Une perturbation importante de la nomenclature des Banksia se produisit en 1891, lorsque Otto Kuntze tenta de renommer le genre Banksia en Sirmuellera, en se basant sur le fait que  Banksia J.R.Forst & G.Forst (se rapportant au genre maintenant connu sous le nom de Pimelia fut publié avant Banksia L.f. et a donc priorité. Kuntze publia de nouveaux noms pour chacune des espèces de Banksia, rennommant Banksia integrifolia en Sirmuellera integrifolia (L.f.) Kuntze.
La tentative de Kuntze échoua, comme celle similaire de James Britten en 1905. Britten proposa comme nom générique Isostylis, republiant Banksia integrifolia en tant qu'Isostylis integrifolia (L.f.) A.T.Lee. Cette tentative échoua également et en 1940 Banksia L.f. fut officiellement retenu et confirmé contre toute modification ultérieure.
En 1913, Frederick Bailey relégua Banksia compar de Brown, que Bentham avait déclarée en 1870 synonyme de Banksia integrifolia, au rang de variété en tant que Banksia integrifolia var. compar. Ce fut le premier taxon infraspécifique de Banksia integrifolia à rencontrer une large acceptation. Cette variété fut promue au rang de sous-espèce par Kevin Thiele en 1994 et B. i. subsp. compar reste un taxon en vigueur à ce jour. Selon les règles de la nomenclature botanique moderne, la publication de la sous-espèce Banksia integrifolia subsp. compar publie automatiquement l'autonyme Banksia integrifolia subsp. integrifolia, pour inclure le matériel type.
Le traitement taxonomique actuel de Banksia apparut d'abord en 1981 dans la monographie classique d'Alex George, The Genus Banksia L.f. (Proteaceae). Outre la révision de la nomenclature existante, George publia de nombreuses espèces et sous-espèces nouvelles. Parmi celles-ci, figurait une nouvelle variété de Banksia integrifolia, B. i. var. aquilonia.
Celle-ci fut promue au rang de sous-espèce par Thiele en 1994 et en 1996 George la porta au rang d'espèces sous le nom de Banksia aquilonia.
Un troisième taxon infraspécifique de Banksia integrifolia a son origine dans l'ouvrage publié en 1991 par Gwen Harden, Flora of New South Wales. Harden reconnut une nouvelle sous-espèce de Banksia integrifolia, mais sans lui donner de nom, la citant seulement comme « Banksia integrifolia subsp. A ».
En 1994, Thiele confirma le rang infraspécifique de ce taxon, le baptisant Banksia integrifolia subsp. monticola.

## Classement au sein du genreBanksia

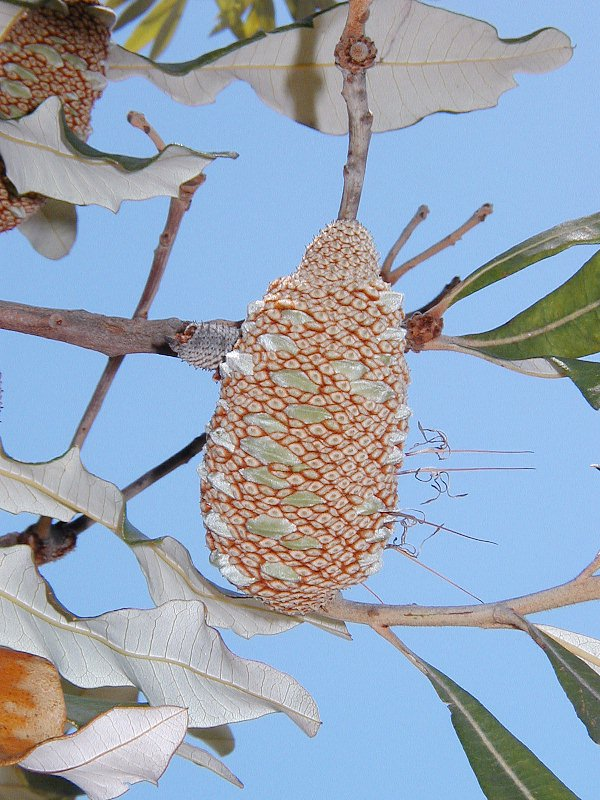
Savoir si Banksia dentata (dessin) est plus proche de Banksia integrifolia ou de Banksia robur est actuellement un sujet de débat

Le classement taxonomique actuellement accepté du genre Banksia est fondé sur la monographie de 1999 d'Alex George pour la série de volumes de la Flora of Australia.
Dans ce classement, Banksia integrifolia est placée dans le sous-genre Banksia subg. Banksia, pour ses inflorescences qui ont la forme caractéristique des épis floraux de Banksia, dans la section Banksia sect. Banksia pour ses styles droits et dans la série Banksia ser. Salicinae parce que ses inflorescences sont  cylindriques. 
Les Salicinae sont considérées comme une série bien définie et les recherches ultérieures ont confirmé le classement de  Banksia integrifolia dans cette série fait par George. Cependant les relations à l'intérieur de la série ne sont pas encore bien établies.
En 1996, Kevin Thiele et Pauline Ladiges ont subdivisé la série en deux sous-séries : Banksia subser. Integrifoliae et Banksia subser. Acclives.
Les sept éléments de la sous-séries Integrifoliae paraissent tous étroitement apparentés et des hybrides naturels entre eux ont été identifiés là où il y a cohabitation.
Des études moléculaires menées par Austin Mast confortent également ce rapprochement.
Cependant, George n'a pas conservé ces sous-séries dans sa  monographie de 1999, arguant qu'il n'existait pas de preuves suffisantes de cette division et que Banksia dentata est clairement apparentée à Banksia integrifolia, et non à la très distincte Banksia robur".
Le classement de Banksia integrifolia dans le genre Banksia peut être résumé de la manière suivante :
Genre Banksia
Sous-genre Isostylis
ous-genre Banksia
Section Oncostylis
Section Coccinea
Section Banksia
Série Grandes
Série Banksia
Série Crocinae
Série Prostratae
Série Cyrtostylis
Série Tetragonae
Série Bauerinae
Série Quercinae
Série Salicinae
(Sous-série Acclives)
Banksia oblongifolia - Banksia plagiocarpa - Banksia robur - B. dentata
(Sous-série Integrifoliae)
Banksia marginata - Banksia conferta - Banksia paludosa - Banksia canei - Banksia saxicola - Banksiaintegrifolia - Banksia aquilonia

## Sous-espèces et hybrides

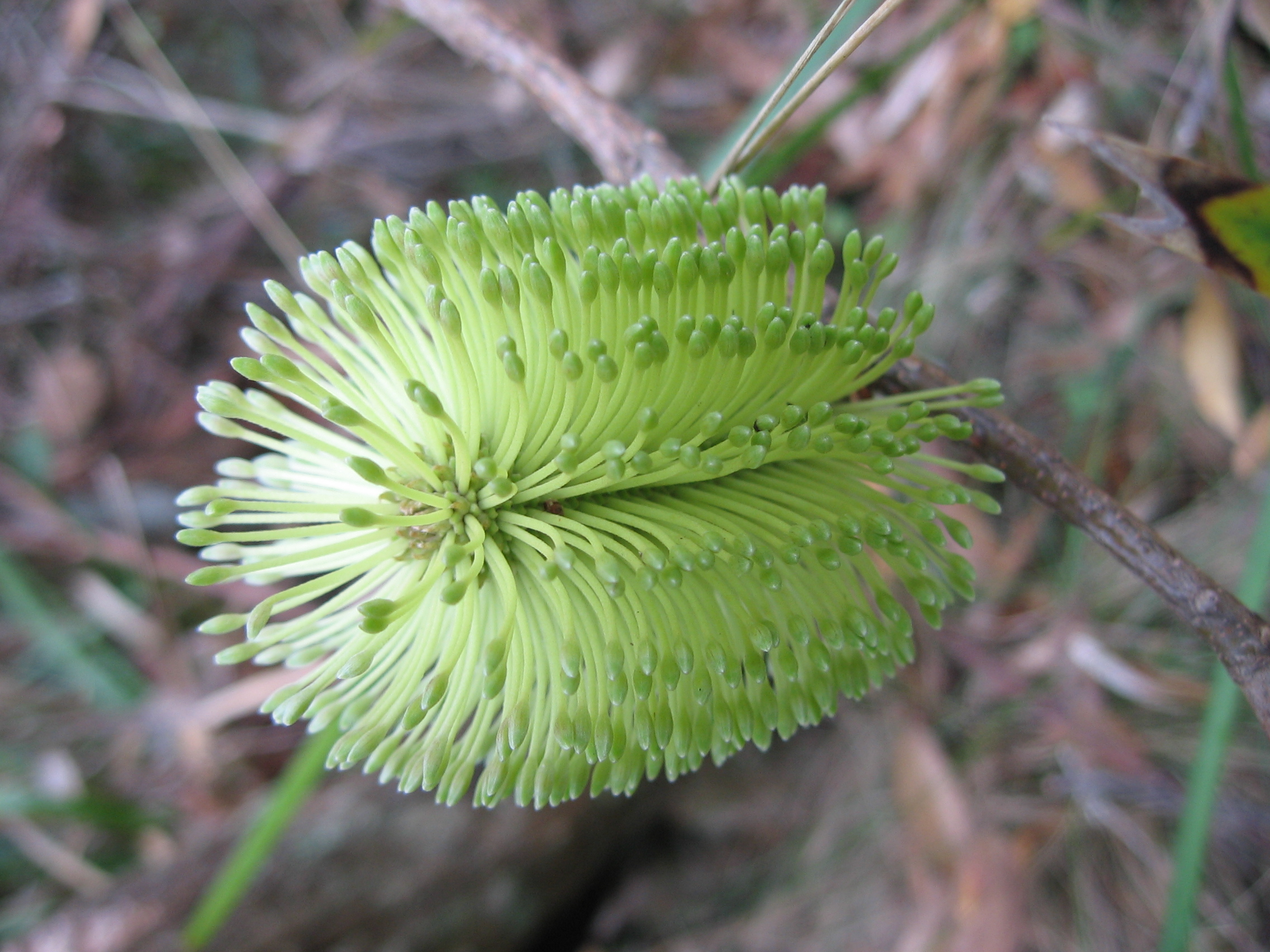
Inflorescence de Banksia subsp. monticola en début de floraison.

Banksia integrifolia est une espèce fortement variable. Une part de ces variations peut être attribuée à des facteurs environnementaux, mais une grande partie semble avoir une origine génétique : Alex George écrit qu'elle « donne l'impression qu'elle est en phase de spéciation active pour occuper les nombreuses niches écologiques de son aire de diffusion ». 
Trois sous-espèces sont reconnues actuellement :  Banksia integrifolia subsp. integrifolia, Banksia integrifolia subsp. compar et Banksia integrifolia subsp. monticola.
Des hybrides ont été signalés, entre Banksia integrifolia et d'autres espèces de la série des  Salicinae, spécifiquement Banksia paludosa
,,
et Banksia marginata
,, bien qu'aucun nom d'hybride n'ait été formellement publié à ce jour.